# Spring Fire
Spring Fire, la obra escrita por Marijane Meaker bajo el pseudónimo de Vin Packer, está considerada como la primera novela pulp lésbica, a pesar de que también aborda temas como el conformismo en la sociedad estadounidense durante la década de 1950.
Se publicó originalmente en 1952 por Gold Medal Books, y vendió un millón y medio de copias (contando con al menos tres reimpresiones). Cleis Press volvió a sacar el libro a la venta en 2004 tras el visto bueno de Meaker, que se había negado durante años debido a sus sentimientos acerca del final de la novela. Meaker señaló que, "Todavía me encojo cuando pienso en ello. Nunca quise que fuera republicado. Era demasiado embarazoso". Meaker explicó en el prólogo de 2004 que Dick Carroll, editor de Gold Medal Books, le dijo que como el libro sería enviado a través del correo, no debía haber ninguna referencia a la homosexualidad como un estilo de vida atractivo en el libro, o los inspectores postales lo devolverían a la casa editorial. Carroll señaló que una de las protagonistas debía admitir que no era lesbiana, y que la otra con la que mantenía una relación "debía estar enferma o loca".